# 博德納里夫 (卡盧什區)
49°1′47″N 24°32′15″E / 49.02972°N 24.53750°E

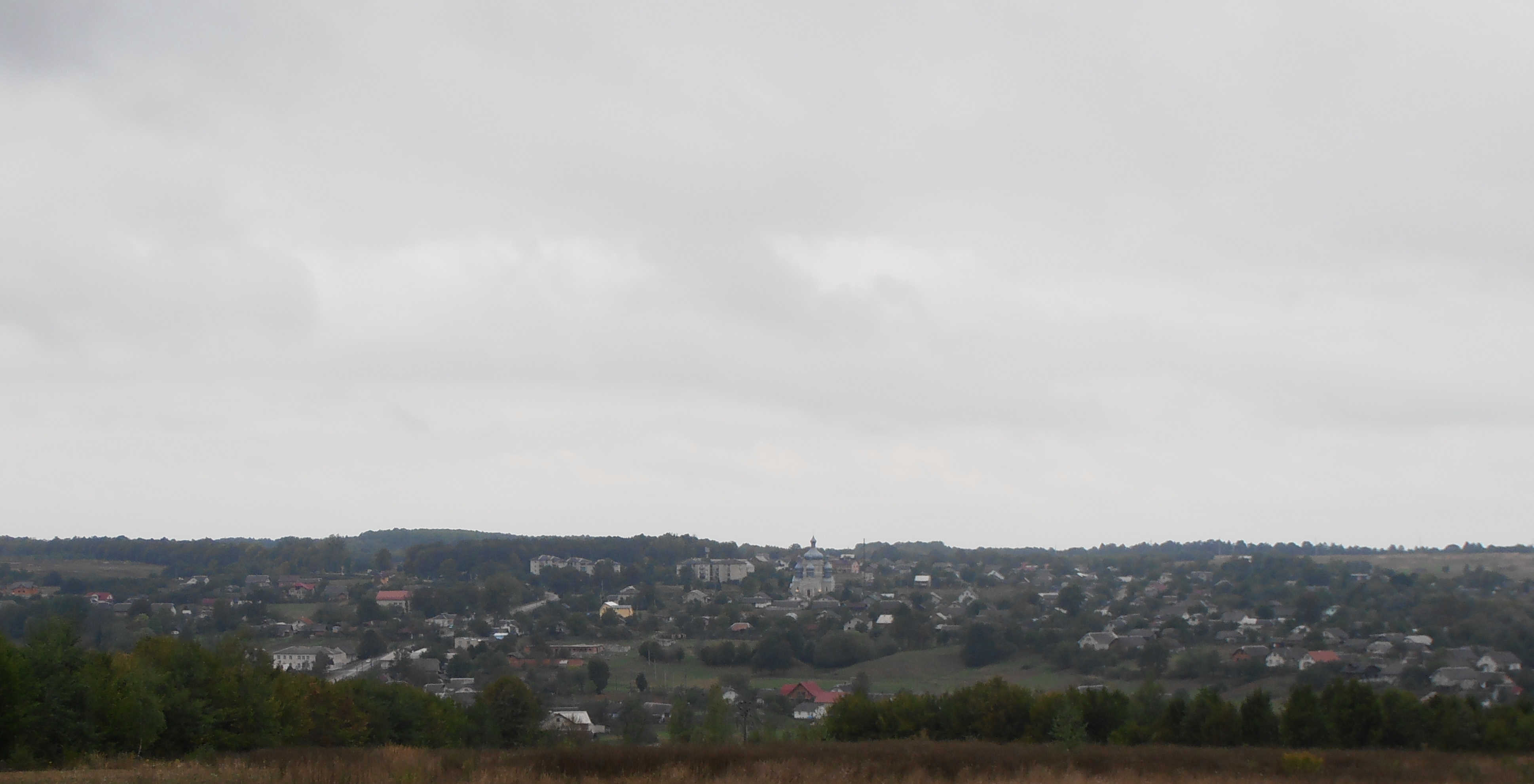

博德納里夫（羅馬化：Bodnariv）是烏克蘭的村落，位於該國西部伊萬諾-弗蘭科夫斯克州，由卡盧什區負責管轄，始建於1442年，面積13.9平方公里，海拔高度309米，2001年人口2,431，人口密度每平方公里174.9人。